# جون هاينز (عسكري)
جون هاينز (بالإنجليزية: John Hines)‏ هو عسكري أسترالي، ولد في 1873 في ليفربول في المملكة المتحدة، وتوفي في 1958 في Concord Repatriation General Hospital ‏ في أستراليا.